# Bibliothèque EPM
La bibliothèque EPM (Empresas Públicas de Medellín) est une bibliothèque colombienne inaugurée le 2 juin 2005, sur la Plaza de Cisneros (es), à Medellín.

## Aspects généraux

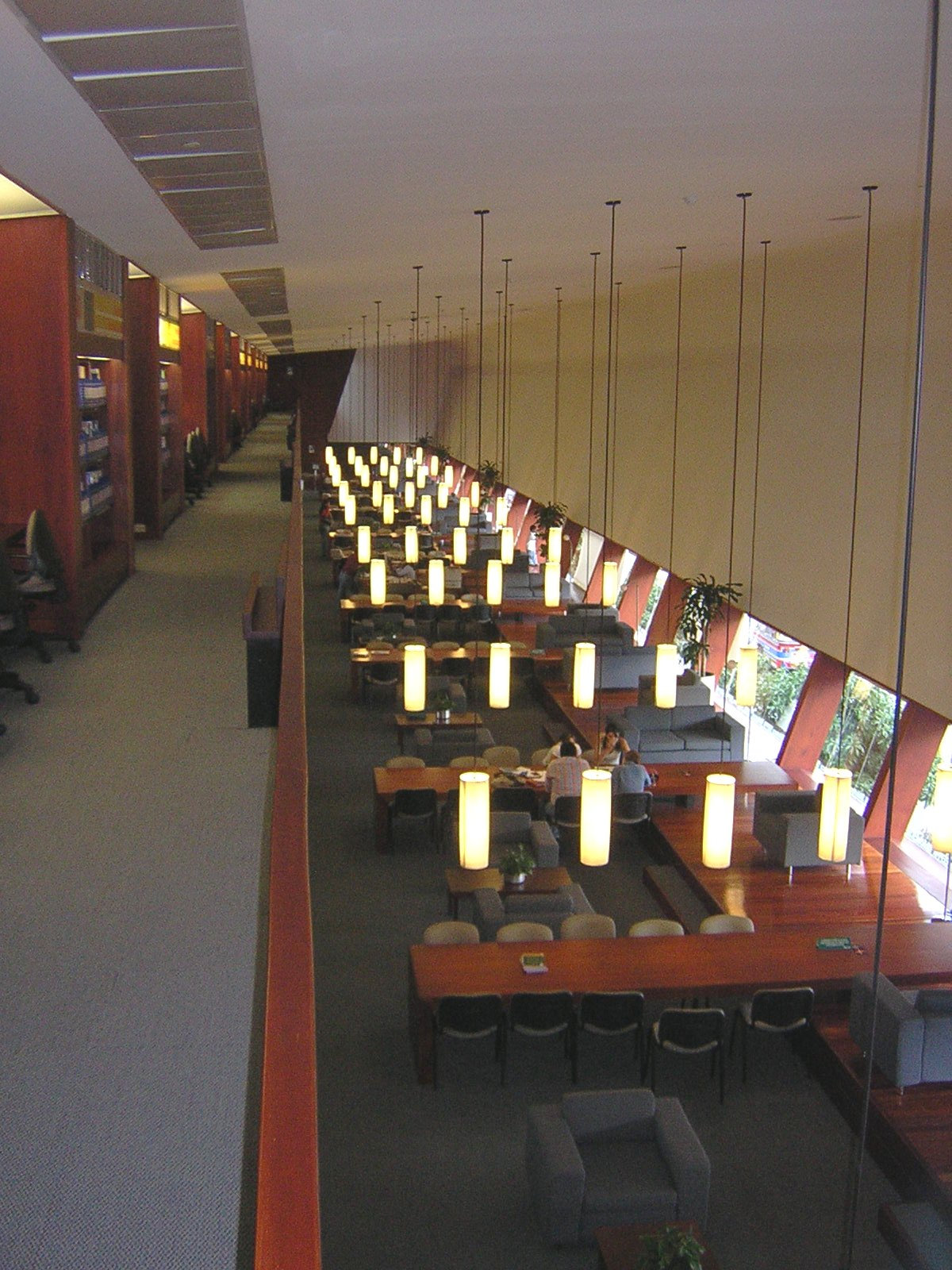
Intérieur de la Bibliothèque EPM.

La bibliothèque EPM, affiliée aux Empresas Públicas de Medellín, est une bibliothèque publique spécialisée en science, industrie, environnement et technologie. Ses collections, physiques et électroniques, sont constituées de livres, revues généralistes et spécialisées, documents électroniques sur CD et DVD.
L'objectif de la Biblioteca EPM est de rapprocher la science, l'industrie, l'environnement la technologie de la communauté en général, expliquant ainsi la responsabilité sociale des Empresas Públicas de Medellín à la population de Medellín.
En tant que bibliothèque spécialisée, elle ne comprend pas de livres et de documents sur la littérature, la philosophie, les arts ou les thèmes similaires.